# Панцирный шипохвост
Панцирный шипохвост (лат. Saara loricata) — вид ящериц из семейства агамовых.

## Описание
Общая длина достигает 40—50 см. Самцы немного крупнее самок. Голова короткая, немного заострённая. Туловище крепкое, немного вытянутое. Хвост довольно длинный с характерной для всего рода шиповатой чешуёй. Окраска верха желтоватого, почти белого цвета. По середине спины расположены небольшие поперечные пятна ярко-оранжевого цвета. Во время спаривания они становятся значительно ярче. Брюхо тёмной окраски. Конечности умеренного размера, достаточно прочные. Задние шире передних.

## Образ жизни
Любит пустыни, полупустыни, каменистые и скалистые местности. Передвигается довольно ловко и быстро. Прячется в собственных норах. Активен днём. Питается насекомыми, беспозвоночными, растительной пищей.

## Размножение
Яйцекладущая ящерица. Самка откладывает от 5 до 12 яиц.

## Распространение
Вид распространён в центральном и восточном Ираке, юго-восточном Иране.